# Eduardo Astengo
Eduardo Astengo (ur. 15 sierpnia 1905 w Limie, zm. 3 grudnia 1969 tamże) – peruwiański piłkarz, reprezentant kraju, grający na pozycji pomocnika.

## Kariera piłkarska
Astengo od 1929 do 1934 występował w Universitario de Deportes. Pomógł drużynie w zdobyciu mistrzostwa Primera División Peruana w 1929 oraz w 1934.
Wziął udział w Copa América 1929, na którym to zagrał w spotkaniu z Urugwajem. W 1930 został powołany przez trenera Francisco Bru na Mistrzostwa Świata. Podczas tego turnieju wystąpił w spotkaniu z Urugwajem, rozgrywanym 18 lipca 1930 w Montevideo. Łącznie w latach 1929–1930 wystąpił w dwóch spotkaniach reprezentacji Peru. 
| Mecze i gole w reprezentacji | Mecze i gole w reprezentacji | Mecze i gole w reprezentacji | Mecze i gole w reprezentacji | Mecze i gole w reprezentacji | Mecze i gole w reprezentacji | Mecze i gole w reprezentacji |
| #                            | Data                         | Miasto                       | Przeciwnik                   | Gol                          | Wynik                        | Rozgrywki                    |
| ---------------------------- | ---------------------------- | ---------------------------- | ---------------------------- | ---------------------------- | ---------------------------- | ---------------------------- |
| 1.                           | 11.11.1929                   | Buenos Aires                 | Urugwaj                      |                              | 1:4                          | Copa América 1929            |
| 2.                           | 18.07.1930                   | Montevideo                   | Urugwaj                      |                              | 0:1                          | MŚ 1930                      |

## Sukcesy
Universitario de Deportes
- Mistrzostwo Primera División Peruana (2): 1929, 1934